# Cercopidae
Os Cercopidae (cigarrinhas) são insetos sugadores de seiva do xilema e são caracterizados pelos seus padrões de cores brilhantes. São comumente referidos em Inglês como spittlebug, devido à excreção de grandes quantidades de excrementos espumantes produzidos por suas ninfas. São caracterizados por terem a tíbia da perna posterior coroa de espinhos na extremidade distal e um ou dois espinhos laterais. São extremamente proficientes no salto (froghoppers). Estas cigarrinhas alimentam-se de uma variedade de plantas, mas no Novo Mundo são mais conhecidos por sua alimentação em pastagens de gramíneas forrageiras e cana-de-açúcar, daí seus nomes latino-americanos comuns de 'cigarrinhas-das-pastagens "e" cigarrinhas-da-cana-de-açúcar''.         